# تپه بله سان
تپه بله سان Balahsaan مربوط به دوران پیش از تاریخ ایران باستان تا دوران‌های تاریخی پس از اسلام است و در شهرستان هرسین، بخش مرکزی، روستای دهسنان واقع شده و این اثر در تاریخ ۴ خرداد ۱۳۸۴ با شمارهٔ ثبت ۱۱۷۸۳ به‌عنوان یکی از آثار ملی ایران به ثبت رسیده‌است.
تپه بله سان یکی از نمادهای کهن‌دیار دهسنان است؛ که در ۶۰۰ متری چشمه سراب قدیمی روستا قرار دارد.
روستای دهسنان آخرین روستای هرسین و هم‌مرز استان لرستان می‌باشد.